# Torneo Clausura 2011 (Honduras)
El Torneo de Clausura 2010-11 de Honduras es el campeonato de la Liga Nacional de Fútbol de Honduras que define al campeón Clausura 2010-2011. Además, determina el equipo que descenderá a la segunda división. 10 son los equipos participantes, el campeonato se juega a dos vueltas (Partidos de ida y vuelta). Los primeros cuatro equipos clasifican a una liguilla. Ésta define dos finalistas, quienes se disputan el título en dos partidos. El equipo que desciende, se determina a través de una suma total de puntos, durante los campeonatos del Apertura y el Clausura.

## Equipos participantes
| Equipos Participantes      |                                                 |                     |                            |                           |
| Equipo                     | Entrenador                                      | Ciudad              | Estadio(s)                 | Capitán                   |
| Club Deportivo Marathón    | José de la Paz Herrera                          | San Pedro Sula      | Olímpico Yankel Rosenthal  | Mario Berrios             |
| Club Deportivo Olimpia     | Carlos Restrepo (Renunció) Juan Carlos Espinoza | Tegucigalpa         | Nacional                   | Danilo Turcios            |
| Real Club Deportivo España | Mario Zanabria                                  | San Pedro Sula      | Francisco Morazán Olímpico | Julio Rodríguez Cristóbal |
| Club Deportivo Motagua     | Ramón Maradiaga                                 | Tegucigalpa         | Nacional                   | Amado Guevara             |
| C.D Platense               | Héctor Vargas (Separado) Jairo Ríos             | Puerto Cortés       | Excelsior                  | Juan Manuel Carcamo       |
| Club Deportivo Vida        | Carlos Martínez                                 | La Ceiba            | Municipal                  | Francisco Antonio Pavón   |
| Hispano Fútbol Club        | Raúl Martínez Sambulá                           | Comayagua           | Carlos Miranda             | Juan Carlos Raudales      |
| Club Deportivo Victoria    | Jorge Ernesto Pineda (Renunció) Nahúm Espinoza  | La Ceiba            | Municipal                  | Wilmer Crisanto           |
| Deportes Savio             | Hernán García Martínez                          | Santa Rosa de Copán | Sergio Reyes               | Marco Mejia               |
| Club Deportivo Necaxa      | Jorge Jiménez (Renunció) Denilson Costa         | Danlí               | Marcelo Tinoco             | Rubén Licona              |

|  |  |  |  |  |  |  |  |  |  |

## Estadios

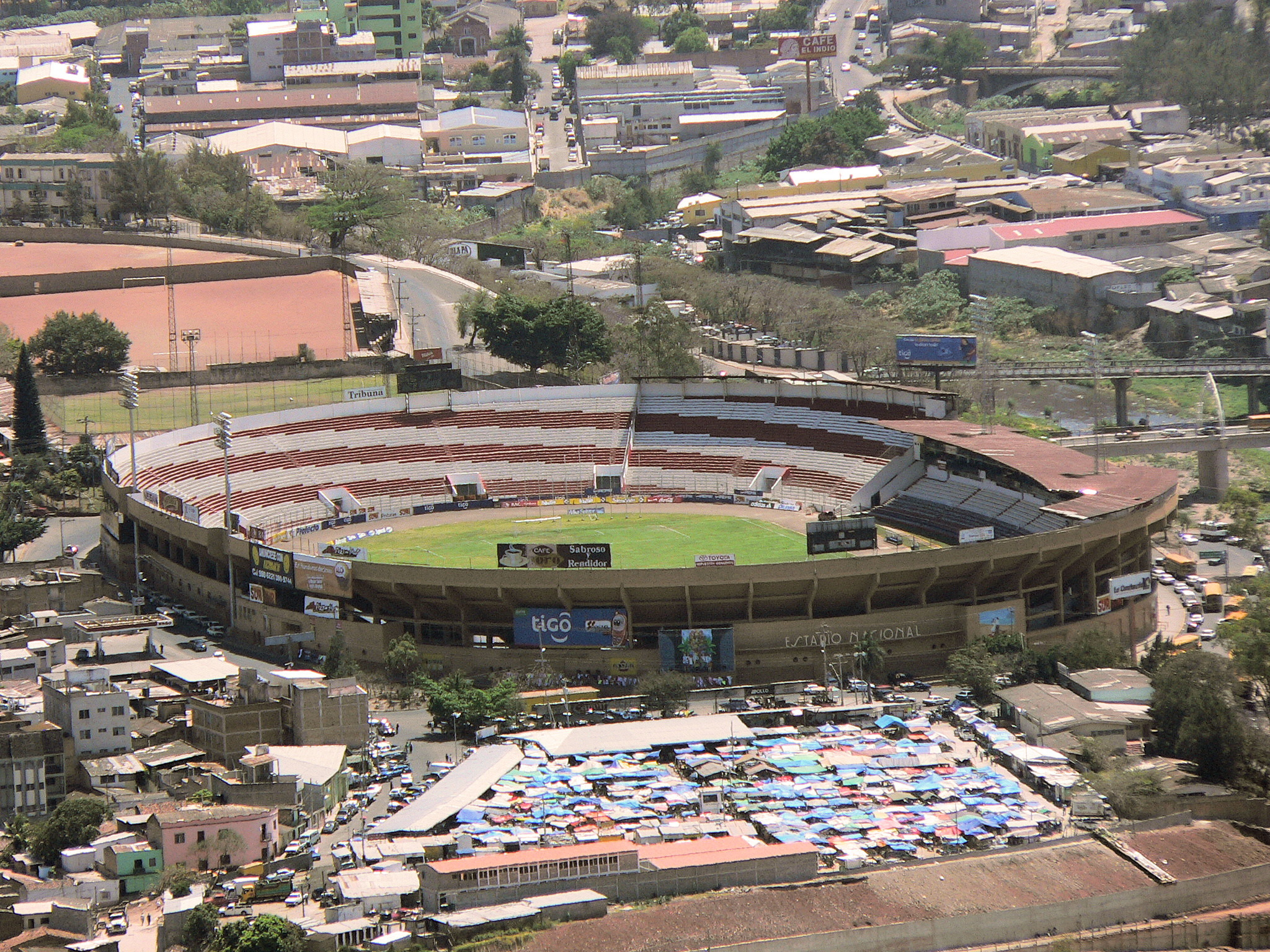
Estadio Tiburcio Carias Andino de Tegucigalpa
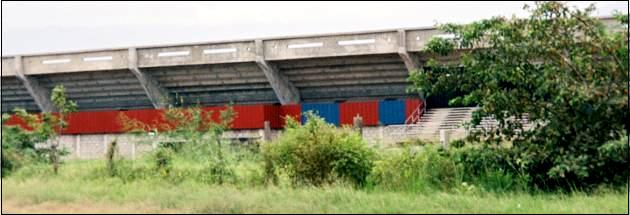
Estadio Carlos Miranda de Comayagua

## Tabla General
| Pos. | Equipo         | J  | G | E | P  | GF | GC | DG  | PTS. |
| --- | -------------- | -- | - | - | -- | -- | -- | --- | ---- |
| 1 | Olimpia        | 18 | 9 | 6 | 3  | 24 | 11 | +13 | 33   |
| 2 | Motagua        | 18 | 8 | 6 | 4  | 25 | 17 | +8  | 31   |
| 3 | Vida           | 18 | 7 | 5 | 6  | 23 | 18 | +5  | 26   |
| 4 | Marathón       | 18 | 7 | 4 | 7  | 21 | 17 | +4  | 25   |
| 5 | Real España    | 18 | 6 | 7 | 5  | 25 | 25 | -   | 25   |
| 6 | Necaxa         | 18 | 5 | 9 | 4  | 25 | 24 | +1  | 24   |
| 7 | Hispano        | 18 | 5 | 6 | 5  | 16 | 18 | -2  | 24   |
| 8 | Deportes Savio | 18 | 5 | 5 | 8  | 25 | 36 | -11 | 20   |
| 9 | Platense       | 18 | 4 | 5 | 9  | 21 | 29 | -8  | 17   |
| 10 | Victoria       | 18 | 3 | 5 | 10 | 25 | 35 | -10 | 14   |
| PTS – puntos; PJ – partidos jugados; PG - partidos ganados; PE - partidos empatados; PP - partidos perdidos; GF – goles a favor; GC – goles en contra; DG – diferencia de goles |                |    |   |   |    |    |    |     |      |

|  |  |
|  |  |

## Descenso
| Pos.                                                                                     | Equipo         | J  | G  | E  | P  | GF | GC | DG  | PTS. |
| ---------------------------------------------------------------------------------------- | -------------- | -- | -- | -- | -- | -- | -- | --- | ---- |
| 1                                                                                        | Deportes Savio | 35 | 10 | 11 | 14 | 46 | 62 | -16 | 41   |
| 2                                                                                        | Necaxa         | 35 | 9  | 13 | 13 | 42 | 43 | -1  | 40   |
| 3                                                                                        | Hispano        | 35 | 8  | 12 | 15 | 32 | 48 | -16 | 36   |
| Después de 35 jornadas, el Club Hispano de Comayagua fue relegado a la Segunda División. |                |    |    |    |    |    |    |     |      |

|  |  |

## Jornada 1
| Fecha                                       | Lugar               | Local          | Resultado | Visitante |
| ------------------------------------------- | ------------------- | -------------- | --------- | --------- |
| 15 de enero- Estadio Francisco Morazán      | San Pedro Sula      | Real España    | 0:1       | Vida      |
| 16 de enero - Estadio Nilmo Edwards         | La Ceiba            | Victoria       | 3:4       | Platense  |
| 16 de enero-Estadio Nacional de Tegucigalpa | Tegucigalpa         | Motagua        | 1:1       | Necaxa    |
| 16 de enero - Estadio Carlos Miranda        | Comayagua           | Hispano        | 1:0       | Olimpia   |
| 16 de enero - Estadio Sergio Reyes          | Santa Rosa de Copán | Deportes Savio | 2:1       | Marathón  |

## Jornada 2
| Fecha                                       | Lugar          | Local       | Resultado | Visitante      |
| ------------------------------------------- | -------------- | ----------- | --------- | -------------- |
| 23 de enero- Estadio Yankel Rosenthal       | San Pedro Sula | Marathón    | 0-1       | Platense       |
| 22 de enero - Estadio Nilmo Edwards         | La Ceiba       | Vida        | 5-3       | Deportes Savio |
| 23 de enero-Estadio Nacional de Tegucigalpa | Tegucigalpa    | Olimpia     | 3-1       | Victoria       |
| 23 de enero - Estadio Carlos Miranda        | Comayagua      | Hispano     | 0-0       | Motagua        |
| 23 de enero - Estadio Marcelo Tinoco        | Danlí          | C.D. Necaxa | 2-1       | Real España    |

## Jornada 3
| Fecha                                       | Lugar               | Local          | Resultado | Visitante   |
| ------------------------------------------- | ------------------- | -------------- | --------- | ----------- |
| 29 de enero- Estadio Francisco Morazán      | San Pedro Sula      | Real España    | 0-0       | Olimpia     |
| 29 de enero - Estadio Nilmo Edwards         | La Ceiba            | Victoria       | 0-2       | Vida        |
| 30 de enero-Estadio Nacional de Tegucigalpa | Tegucigalpa         | Motagua        | 1-0       | Marathón    |
| 30 de enero - Estadio Excelsior             | Puerto Cortés       | Platense       | 1-1       | Hispano     |
| 30 de enero - Estadio Sergio Reyes          | Santa Rosa de Copán | Deportes Savio | 2-2       | C.D. Necaxa |

## Jornada 4
| Fecha                                        | Lugar          | Local    | Resultado | Visitante      |
| -------------------------------------------- | -------------- | -------- | --------- | -------------- |
| 2 de febrero- Estadio Nilmo Edwards          | La Ceiba       | Victoria | 1-1       | Real España    |
| 2 de febrero - Estadio Marcelo Tinoco        | Danlí          | Necaxa   | 2-2       | Hispano        |
| 2 de febrero-Estadio Nacional de Tegucigalpa | Tegucigalpa    | Olimpia  | 2-1       | Deportes Savio |
| 2 de febrero - Estadio Excelsior             | Puerto Cortés  | Platense | 1-3       | Motagua        |
| 2 de febrero - Estadio Yankel Rosenthal      | San Pedro Sula | Marathón | 2-1       | Vida           |

## Jornada 5
| Fecha                                        | Lugar               | Local          | Resultado | Visitante               |
| -------------------------------------------- | ------------------- | -------------- | --------- | ----------------------- |
| 5 de febrero- Estadio Nilmo Edwards          | La Ceiba            | Vida           | 3-1       | Necaxa                  |
| 6 de febrero - Estadio Carlos Miranda        | Comayagua           | Hispano        | 2-1       | Club Deportivo Victoria |
| 6 de febrero-Estadio Nacional de Tegucigalpa | Tegucigalpa         | Olimpia        | 1-2       | Motagua                 |
| 6 de febrero - Estadio Sergio Reyes          | Santa Rosa de Copán | Deportes Savio | 4-2       | Platense                |
| 6 de febrero - Estadio Yankel Rosenthal      | San Pedro Sula      | Marathón       | 2-0       | Real España             |

## Jornada 6
| Fecha                                         | Lugar          | Local       | Resultado | Visitante      |
| --------------------------------------------- | -------------- | ----------- | --------- | -------------- |
| 19 de febrero- Estadio Nilmo Edwards          | La Ceiba       | Victoria    | 3-1       | Deportes Savio |
| 19 de febrero - Estadio Morazán               | San Pedro Sula | Real España | 1-1       | Hispano        |
| 20 de febrero-Estadio Nacional de Tegucigalpa | Tegucigalpa    | Motagua     | 2-0       | Vida           |
| 20 de febrero - Estadio Excelsior             | Puerto Cortés  | Platense    | 1-1       | Olimpia        |
| 20 de febrero - Estadio Marcelo Tinoco        | Danlí          | Necaxa      | 1-0       | Marathón       |

## Jornada 7
| Fecha                                         | Lugar          | Local       | Resultado | Visitante      |
| --------------------------------------------- | -------------- | ----------- | --------- | -------------- |
| 26 de febrero- Estadio Nilmo Edwards          | La Ceiba       | Vida        | 4-1       | Platense       |
| 26 de febrero - Estadio Morazán               | San Pedro Sula | Real España | 2-1       | Motagua        |
| 27 de febrero-Estadio Nacional de Tegucigalpa | Tegucigalpa    | Olimpia     | 1-1       | Marathón       |
| 27 de febrero - Estadio Marcelo Tinoco        | Puerto Cortés  | Necaxa      | 2-2       | Victoria       |
| 27 de febrero - Estadio Carlos Miranda        | Comayagua      | Hispano     | 2-0       | Deportes Savio |

## Jornada 8
| Fecha                                         | Lugar               | Local          | Resultado | Visitante   |
| --------------------------------------------- | ------------------- | -------------- | --------- | ----------- |
| 26 de febrero- Estadio Nilmo Edwards          | La Ceiba            | Vida           | 0-0       | Olimpia     |
| 26 de febrero - Estadio Yankel Rosenthal      | San Pedro Sula      | Marathón       | 2-1       | Hispano     |
| 27 de febrero-Estadio Nacional de Tegucigalpa | Tegucigalpa         | Motagua        | 0-2       | Victoria    |
| 27 de febrero - Estadio Excelsior             | Puerto Cortés       | Platense       | 1-1       | Necaxa      |
| 27 de febrero - Estadio Jorge Reyes           | Santa Rosa de Copán | Deportes Savio | 3-3       | Real España |

## Jornada 9
| Fecha                                         | Lugar               | Local          | Resultado | Visitante |
| --------------------------------------------- | ------------------- | -------------- | --------- | --------- |
| 2 de marzo- Estadio Nilmo Edwards             | La Ceiba            | Victoria       | 0-2       | Marathón  |
| 2 de marzo - Estadio Morazán                  | San Pedro Sula      | Real España    | 2-1       | Platense  |
| 25 de febrero-Estadio Nacional de Tegucigalpa | Tegucigalpa         | Olimpia        | 2-0       | Necaxa    |
| 2 de marzo -Estadio Sergio Reyes              | Santa Rosa de Copán | Deportes Savio | 3-3       | Motagua   |
| 2 de marzo - Estadio Carlos Miranda           | Comayagua           | Hispano        | 0-0       | Vida      |

## Jornada 10
| Fecha                                 | Lugar          | Local    | Resultado | Visitante      |
| ------------------------------------- | -------------- | -------- | --------- | -------------- |
| 6 de marzo- Estadio Nilmo Edwards     | La Ceiba       | Vida     | 0:1       | Real España    |
| 6 de marzo -Estadio Excelsior         | puerto Cortés  | Platense | 2:2       | Victoria       |
| 6 de marzo-Estadio Marcelo Tinoco     | Danlí          | Necaxa   | 0:1       | Motagua        |
| 7 de marzo - Estadio Nacional         | Tegucigalpa    | Olimpia  | 4:0       | Hispano        |
| 6 de marzo - Estadio Yankel Rosenthal | San Pedro Sula | Marathón | 1:0       | Deportes Savio |

## Jornada 11
| Fecha                              | Lugar               | Local          | Resultado | Visitante |
| ---------------------------------- | ------------------- | -------------- | --------- | --------- |
| 12 de marzo- Estadio Nilmo Edwards | La Ceiba            | Victoria       | 1:2       | Olimpia   |
| 13 de marzo -Estadio Excelsior     | Puerto Cortés       | Platense       | 1:2       | Marathón  |
| 12 de marzo-Estadio Morazán        | San Pedro Sula      | Real España    | 2:2       | Necaxa    |
| 13 de marzo - Estadio Nacional     | Tegucigalpa         | Motagua        | 0:0       | Hispano   |
| 13 de marzo - Estadio Sergio Reyes | Santa Rosa de Copán | Deportes Savio | 1:0       | Vida      |

## Jornada 12
| Fecha                              | Lugar          | Local    | Resultado | Visitante               |
| ---------------------------------- | -------------- | -------- | --------- | ----------------------- |
| 20 de marzo-Yankel Rosenthal       | San Pedro Sula | Marathón | 0:1       | Motagua                 |
| 20 de marzo -Marcelo Tinoco        | Danlí          | Necaxa   | 4:0       | Deportes Savio          |
| 20 de marzo-Estadio Carlos Miranda | Comayagua      | Hispano  | 1:0       | Club Deportivo Platense |
| 20 de marzo - Estadio Nacional     | Tegucigalpa    | Olimpia  | 1:0       | España                  |
| 19 de marzo - Nilmo Edwards        | La Ceiba       | Victoria | 1:2       | Vida                    |

## Jornada 13
| Fecha                               | Lugar               | Local          | Resultado | Visitante |
| ----------------------------------- | ------------------- | -------------- | --------- | --------- |
| 23 de marzo- Estadio Nilmo Edwards  | La Ceiba            | Vida           | 2:1       | Marathón  |
| 23 de marzo -Estadio Carlos Miranda | Comayagua           | Hispano        | 2:0       | Necaxa    |
| 23 de marzo-Estadio Morazán         | San Pedro Sula      | Real España    | 2:3       | Victoria  |
| 23 de marzo - Estadio Nacional      | Tegucigalpa         | Motagua        | 1:1       | Platense  |
| 23de marzo - Estadio Sergio Reyes   | Santa Rosa de Copán | Deportes Savio | 0:0       | Olimpia   |

## Jornada 14
| Fecha                                 | Lugar               | Local          | Resultado | Visitante   |
| ------------------------------------- | ------------------- | -------------- | --------- | ----------- |
| 26 de marzo- Estadio Nilmo Edwards    | La Ceiba            | Vida           | 0:0       | Motagua     |
| 27 de marzo -Estadio Yankel Rosenthal | San Pedro Sula      | Marathón       | 2:2       | Necaxa      |
| 26 de marzo-Estadio Carlos Miranda    | Comayagua           | Hispano        | 2:3       | Real España |
| 27 de marzo - Estadio Nacional        | Tegucigalpa         | Olimpia        | 1:0       | Platense    |
| 27 de marzo - Estadio Sergio Reyes    | Santa Rosa de Copán | Deportes Savio | 2:1       | Victoria    |

## Jornada 15
| Fecha                              | Lugar          | Local       | Resultado | Visitante      |
| ---------------------------------- | -------------- | ----------- | --------- | -------------- |
| 3 de abril- Estadio Excelsior      | Puerto Cortés  | Platense    | 2:0       | Deportes Savio |
| 3 de abril -Estadio Marcelo Tinoco | Danlí          | Necaxa      | 0:0       | Vida           |
| 2 de abril-Estadio Morazán         | San Pedro Sula | Real España | 2:2       | Marathón       |
| 3 de abril - Estadio Nacional      | Tegucigalpa    | Olimpia     | 1:1       | Motagua        |
| 3 de abril - Estadio Olanchito     | Olanchito      | Victoria    | 0:0       | Hispano        |

## Jornada 16
| Fecha                              | Lugar               | Local          | Resultado | Visitante   |
| ---------------------------------- | ------------------- | -------------- | --------- | ----------- |
| 10 de abril- Estadio Excelsior     | Puerto Cortés       | Platense       | 2:1       | Vida        |
| 9 de abril -Estadio Nilmo Edwards  | La Ceiba            | Victoria       | 3:3       | Necaxa      |
| 9 de abril-Estadio Morazán         | San Pedro Sula      | Marathón       | 0:1       | Olimpia     |
| 10 de abril - Estadio Nacional     | Tegucigalpa         | Motagua        | 2:3       | Real España |
| 10 de abril - Estadio Sergio Reyes | Santa Rosa de Copán | Deportes Savio | 1:0       | Hispano     |

## Jornada 17
| Fecha                                | Lugar          | Local       | Resultado | Visitante      |
| ------------------------------------ | -------------- | ----------- | --------- | -------------- |
| 17 de abril- Estadio Marcelo Tinoco  | Danlí          | Necaxa      | 1:0       | Platense       |
| 17 de abril -Estadio Nilmo Edwards   | La Ceiba       | Victoria    | 1:2       | Motagua        |
| 17 de abril-Estadio Morazán          | San Pedro Sula | Real España | 1:1       | Deportes Savio |
| 17 de abril - Estadio Nacional       | Tegucigalpa    | Olimpia     | 2:1       | Vida           |
| 17 de abril - Estadio Carlos Miranda | Comayagua      | Hispano     | 0:0       | Marathón       |

## Jornada 18
| Fecha                                  | Lugar          | Local    | Resultado | Visitante      |
| -------------------------------------- | -------------- | -------- | --------- | -------------- |
| 20 de abril- Estadio Carlos Miranda    | Comayagua      | Necaxa   | 1:0       | Olimpia        |
| 20 de abril -Estadio municipal de      | La Ceiba       | Vida     | 1:1       | Hispano        |
| 20 de abril-Estadio Morazán            | Puerto Cortés  | Platense | 0:1       | Real España    |
| 20 de abril - Estadio Yankel Rosenthal | San Pedro Sula | Marathón | 3:0       | Victoria       |
| 20 de abril - Estadio Nacional         | Comayagua      | Motagua  | 4:1       | Deportes Savio |

## Semifinales
| 27 de abril de 2011 | Marathón        | 1:0 | Olimpia | Estadio Olímpico Metropolitano, San Pedro Sula               |                                                              |
|                     | Astor Henríquez |     |         | Asistencia: 10,000 espectadores Árbitro(s): Héctor Rodríguez | Asistencia: 10,000 espectadores Árbitro(s): Héctor Rodríguez |

| 1 de mayo de 2011 | Olimpia        | 1:0 | Marathón | Estadio Tiburcio Carías Andino, Tegucigalpa                |                                                            |
|                   | Anthony Lozano |     |          | Asistencia: 10,000 espectadores Árbitro(s): Benigno Pineda | Asistencia: 10,000 espectadores Árbitro(s): Benigno Pineda |
| Olimpia           |                |     |          |                                                            |                                                            |

| 27 de abril de 2011 | Vida                | 1:0 | Motagua | Estadio Nilmo Edwards, La Ceiba                          |                                                          |
|                     | Cristian Altamirano |     |         | Asistencia: 7,000 espectadores Árbitro(s): Miguel Torres | Asistencia: 7,000 espectadores Árbitro(s): Miguel Torres |

| 30 de abril de 2011 | Motagua                                          | 3:2 | Vida                       | Estadio Tiburcio Carías Andino, Tegucigalpa              |                                                          |
|                     | Jerry Bengston Guillermo Ramírez Mauricio Copete |     | Pablo Genovese Luis Castro | Asistencia: 10,000 espectadores Árbitro(s): Erick Andino | Asistencia: 10,000 espectadores Árbitro(s): Erick Andino |
| Motagua             |                                                  |     |                            |                                                          |                                                          |

## Finales
| 8 de mayo de 2011 | Motagua                      | 2:2 | Olimpia                        | Estadio Nacional Tiburcio Carias Andino, Tegucigalpa    |                                                         |
|                   | Amado Guevara Jerry Bengston |     | Douglas Caetano Ramiro Bruschi | Asistencia: 15,000 espectadores Árbitro(s): Raúl García | Asistencia: 15,000 espectadores Árbitro(s): Raúl García |

| 15 de mayo de 2011 | Olimpia        | 1:3 | Motagua                                     | Estadio Tiburcio Carías Andino, Tegucigalpa                 |                                                             |
|                    | Fabio de Souza |     | Jerry Bengston Amado Guevara Jerry Bengston | Asistencia: 23000 espectadores Árbitro(s): Héctor Rodríguez | Asistencia: 23000 espectadores Árbitro(s): Héctor Rodríguez |

## Tabla de Goleadores
| N.º | Nombre          | Club                       | N.º de Goles |
| --- | --------------- | -------------------------- | ------------ |
| 1   | Jerry Bengston  | Club Deportivo Motagua     | 15           |
| 2   | Ney Costa       | Deportes Savio             | 12           |
| 3   | Elmer Zelaya    | Club Deportivo Victoria    | 9            |
| 4   | Rolando López   | Deportes Savio             | 7            |
| 5   | Eddie Hernández | Club Deportivo Platense    | 6            |
| 6   | Óscar Torlacoff | Hispano Fútbol Club        | 6            |
| 7   | Julio Rodríguez | Real Club Deportivo España | 6            |
| 8   | Roger Rojas     | Club Deportivo Olimpia     | 5            |
| 9   | Ronie Flores    | Club Deportivo Marathón    | 5            |
| 10  | Francisco Pavón | Club Deportivo Vida        | 5            |